# Titus the Fox
Titus the Fox: To Marrakech and Back – gra komputerowa wyprodukowana w 1992 roku przez francuskie studio Titus Interactive. Była to gra platformowa z przewijanym ekranem i grafiką VGA.
Bohaterem gry był antropomorficzny lis, którego zadaniem było uratowanie porwanej ukochanej, Suzy. Musiał on udać się do Marrakeszu, a jego droga pełna była przeciwników, których celem było uniemożliwienie Titusowi wykonania tej misji. Były to psy, budowniczy, ogromne pszczoły, kloszardzi i inni. Lis nie posiadał broni, ale mógł wykorzystać leżące na drodze obiekty i niektórych przeciwników a następnie rzucać nimi. Część z nich mógł wykorzystywać kilkakrotnie. Pojawiały się także obiekty, które pomagały bohaterowi przedostać się w inne miejsce na planszy, np. latające dywany, deskorolki lub trampoliny. Na drodze można było znaleźć również diamenty, których zebranie zwiększało liczbę punktów a także regenerowało utracone zdrowie.
Gracz, by ukończyć grę, musiał przebrnąć przez 15 poziomów w różnej scenerii. W grze zamiast tradycyjnego systemu zapisu, wykorzystano system kodów, które każdy komputer generował samodzielnie.